# Beg
Beg (tur. bey, u prijevodu: »gospodin«) je naslov koji se tradicionalno koristio za vođe manjih turkijskih plemenskih grupa. U povijesnim dokumentima brojne turske i perzijske vođe nosile su naslove beg bey (bej) ili beigh (bejg), a sve imaju jednako značenje: vođa, starješina, knez, časnik ili glavar. Upravna jedinica ili vilajet (tur. vilayet) u kojem je beg vladao nazivao se beylik, odnosno begovina, što okvirno podrazumijeva emirat ili kneževinu.
Beg je po rangu bio iznad age. Posjed koje mu je država tj. sultan dijelio za ratne zasluge zvao se zeamet, koji je bio za prihode od 20.000 do 100.000 akča prihoda. Bio je obvezan ići u rat. Pratnja koju je bio obvezan povesti srazmjerna je bila prihodu od posjeda, pa je npr. za godišnji prihod 60.000 akči, morao povesti 20 naoružanih ratnika.
Prva tri vladara Osmanskog Carstva nosili su naslov bega, a ne sultana. 1383. godine kalif iz Kaira imenovao je Murata I. prvim sultanom. Od tada se naslov beg odnosi na namjesnika osmanskog vilajeta (provincije). Budući da je Osmansko Carstvo u tom vremenu bilo bez neke snažne centralne vlasti, važnije udaljene provincije bile su sklone autonomiji pa su begovi praktički postali nezavisni vladari. U 15. stoljeću vladari važnijih gradova poput Burse i Edirnea nosili su naslov bega, a kasnije ju je uzeo i vladar suverenog Tunisa.
Krajem 19. stoljeću beg je sveden na počasni naslov koji otprilike odgovara engleskom naslovu sir. U današnjoj Turskoj i Azerbajdžanu, beg kao naslov ima značenje »gospodina«.

## Poveznice
- Atabeg
- Beglerbeg